# هال إي. تشيستر
هال إي. تشيستر (بالإنجليزية: Hal E. Chester)‏ هو منتج أفلام وممثل أمريكي، ولد في 6 مارس 1921 في الولايات المتحدة، وتوفي في 25 مارس 2012 بلندن في المملكة المتحدة.

## وصلات خارجية
- هال إي. تشيستر على موقع IMDb (الإنجليزية)
- هال إي. تشيستر على موقع قاعدة بيانات الفيلم (الإنجليزية)